# Agroecosistema

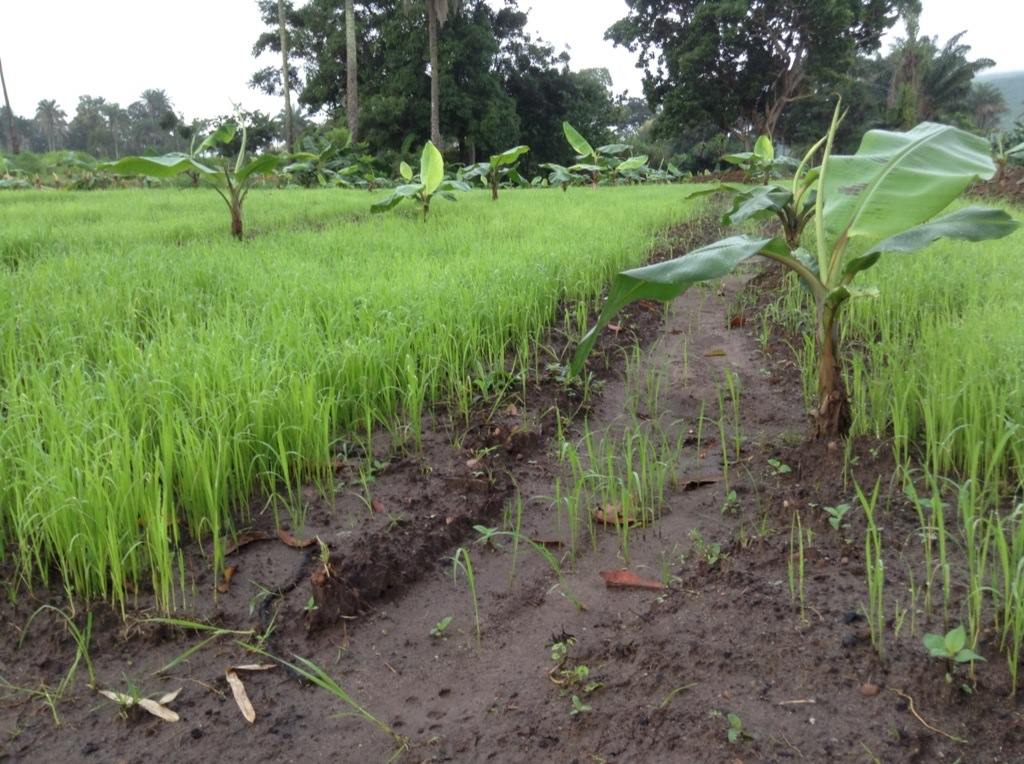
Associació de plataners i arrossar.

Un agroecosistema és un ecosistema en el qual els éssers humans intervenen per afavorir determinats organismes que tenen valor alimentari, sanitari, cultural i/o econòmic, és a dir, que descriu les activitats agràries realitzades per grups de persones en el medi físic i el seu impacte. Posseeix característiques particulars, ja que és el resultat de las variacions geogràfiques, junt amb el clima i sòl propi, les relacions econòmiques i la estructura sociocultural que esdevé de la història.
L'agroecologia empra aquest terme per a definir la seua unitat d'estudi.

## Origen del concepte

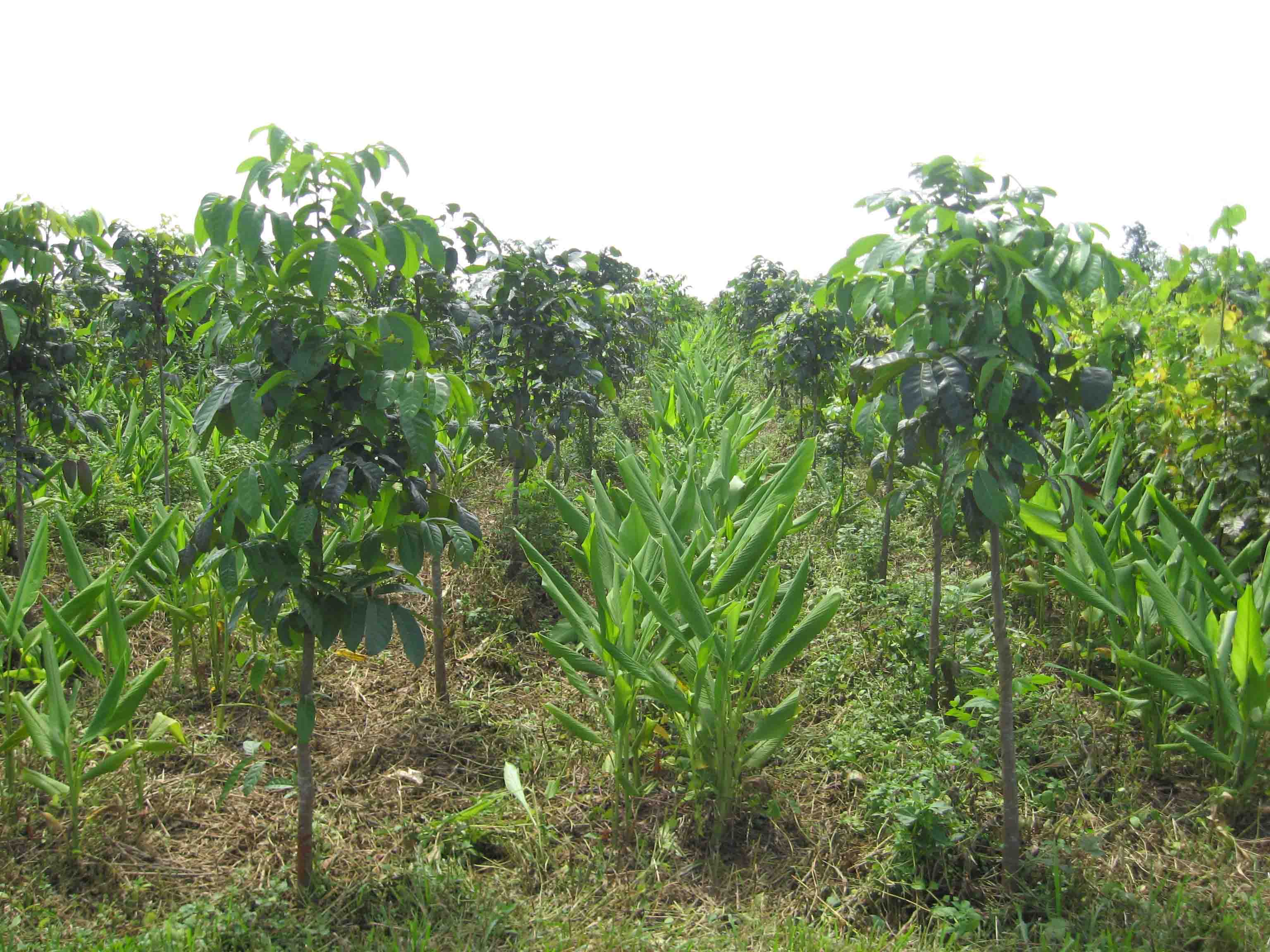
Associació de cúrcuma i silvicultura. D'aquesta manera mentre creixen els arbres es pot obtindre diverses collites del cultiu herbaci.

Més enllà de la relativa indefinició de l'objecte d'estudi, que deu i pot superar-se a través dels consensos de les comunitats científiques contemporànies (2010), una definició d'agroecosistema que recull la complexitat del terme seria: el conjunt de relacions i interaccions que succeeixen entre sòls, climes, plantes cultivades, organismes de diferents nivells tròfics, plantes adventícies i grups humans en determinats espais geogràfics, quan són enfocades des del punt de vista dels seus fluxos energètics i d'informació, dels seus cicles materials i de les seues relacions simbòliques, socials, econòmiques i polítiques, que s'expressen en diferents formes tecnològiques de maneig dins de contextos culturals específics.

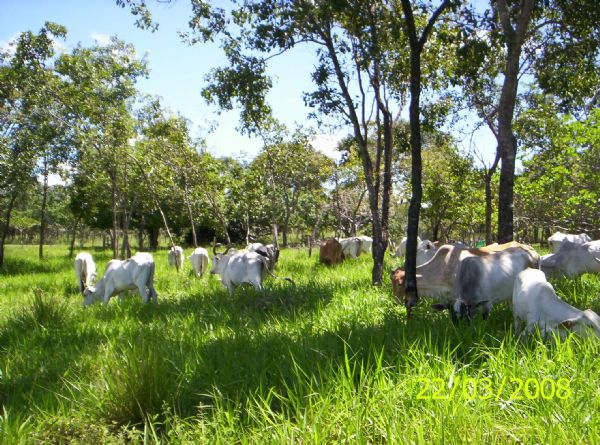
Silvoramaderia.

Per descomptat que les relacions a les quals es refereix la definició plantejada abasten tant aquelles merament físiques o biofísiques i químiques com les de caràcter ecosistèmic i les culturals, que poden ser i són dinàmiques, permanents, canviants, profundes i àmplies o superficials.
No obstant això la incidència dels factors culturals en la delimitació física i conceptual dels agroecosistemes, el fet és que la seua presència i estructura biofísica és un fort punt de referència per a la seua definició formal, perquè representa òbvies facilitats de delimitació espacial, comparabilitat i possibilitat d'avaluació i monitoratge en termes espacials i temporals. És a dir, que el fet biofísic de l'existència material de sòls, climes, plantes i organismes en espais geogràfics precisos, facilita la delimitació i estudi general dels agroecosistemes.

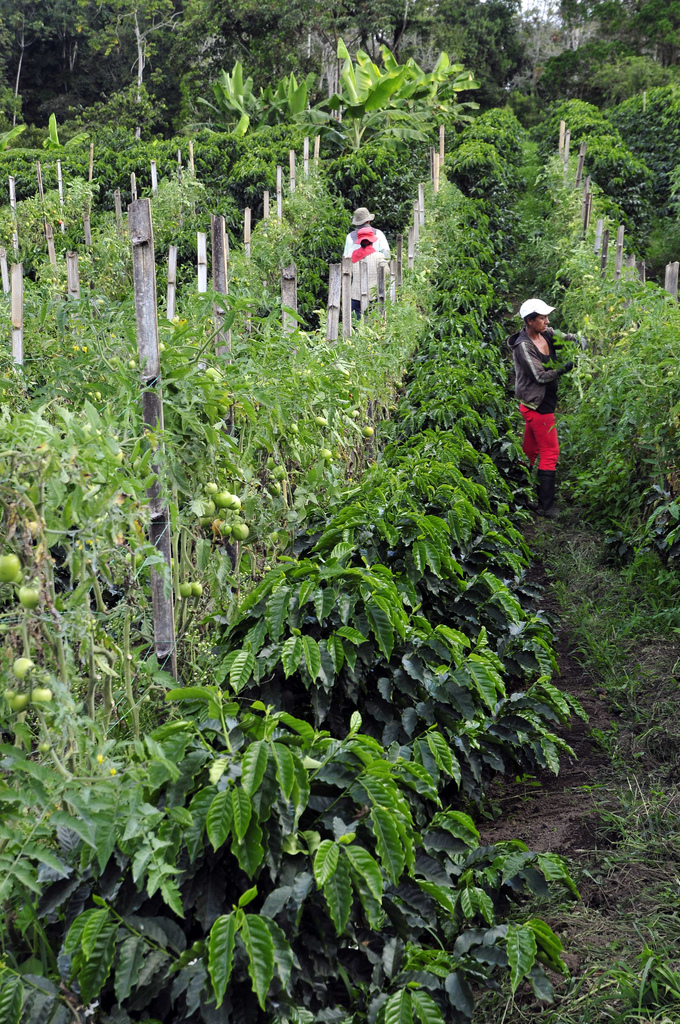
Associació de cafè i tomateres.

Les discussions se centren ara en quin és el nivell de definició del agroecosistema o, en altres paraules, què és el que es pot considerar o no com un agroecosistema i com incideixen les variables culturals en el repte de nomenar-los i classificar-los. D'igual manera, és necessari realitzar un esbós general de les relacions ecosistèmiques i culturals en els agroecosistemes per a entendre la dimensió del repte que implica el seu estudi.

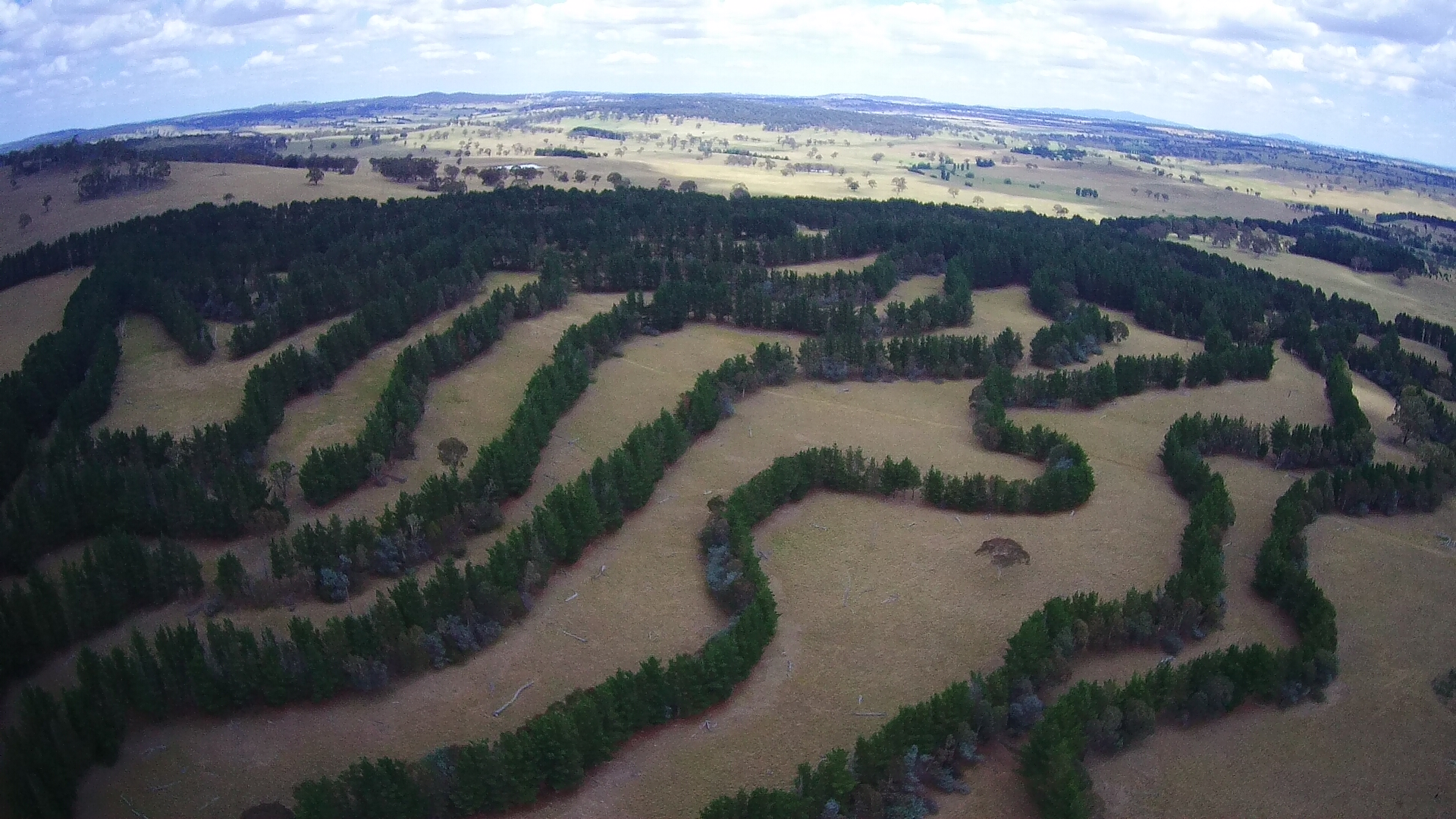
Agroforestia per línia de nivell.

La decisió sobre què considerar com agroecosistema és encara difusa i no existeix cap consens entre els estudiosos sobre quin és la vertadera o almenys la millor unitat d'anàlisi. L'assumpte no és gen fàcil, ja que es tracta de definir la unitat mínima o màxima d'anàlisi, sobre la qual es puguen abocar diferents consideracions taxonòmiques, funcionals, aplicades i de transferència de coneixements i tecnologies i fins i tot, d'obtindre una referència fàctica com a objecte de relacions socials i de formulació de polítiques públiques.

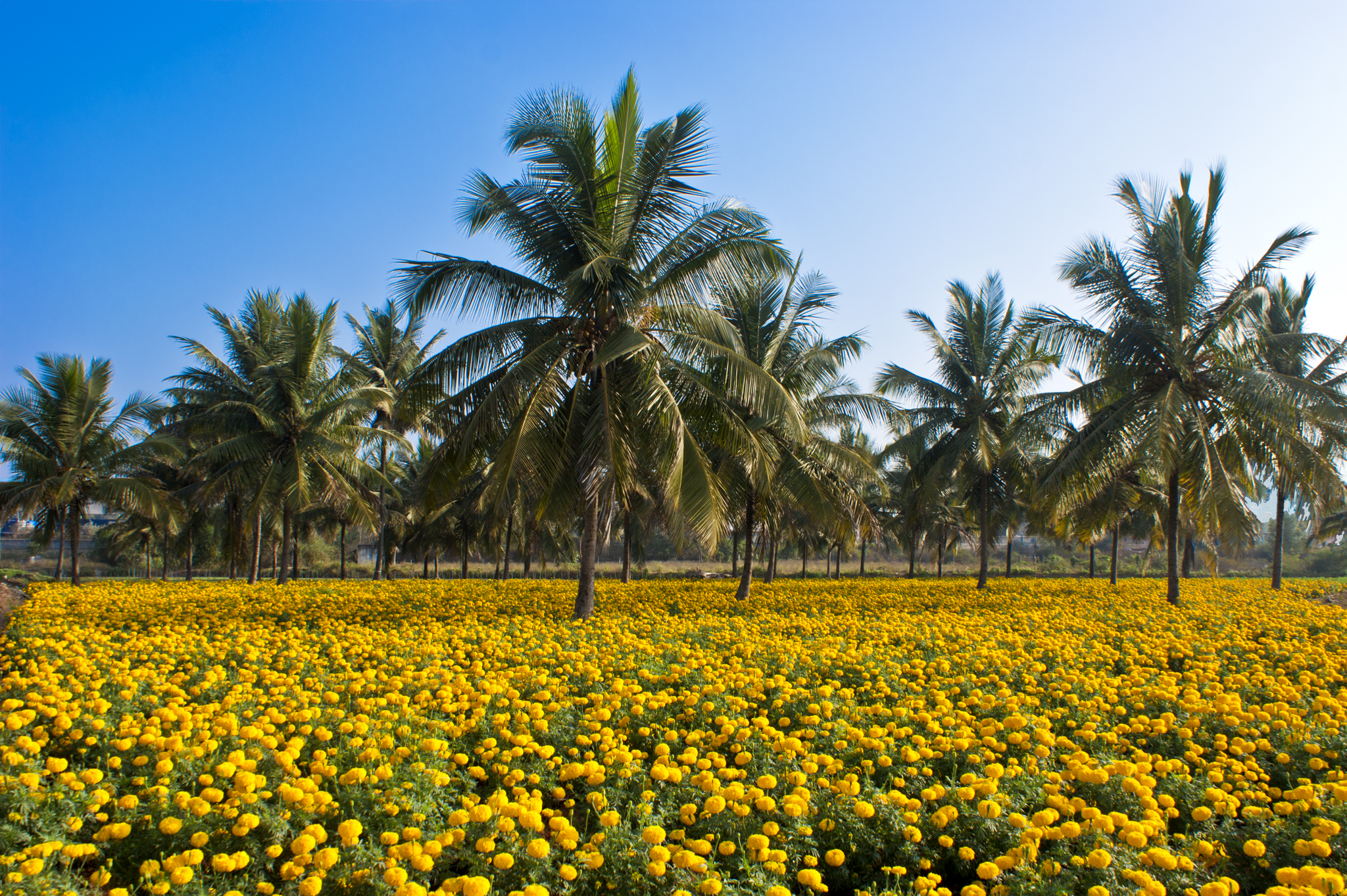
Associació de cocoters i clavell de moro.

El problema podria ser d'escala, però també és d'incommensurabilitat del terme. D'escala, perquè a nivells molt xicotets, el paisatge dominant convoca a utilitzar categories àmplies com a conques hidrogràfiques o territoris i en escales molt grans, a usar el cultiu o la finca com a objecte d'estudi. D'incommensurabilitat, perquè, com es va anotar anteriorment, les variables culturals són contínues en el temps i l'espai i la seua inclusió incideix en la manera de nomenar els agroecosistemes. No obstant això, diversos investigadors han realitzat esforços per definir i classificar agroecosistemes en diferents nivells. Un dels principals i més coneguts treballs en aquesta direcció es va fer al començament de la dècada dels vuitanta a Costa Rica arran de la teoria de sistemes.
| Classificació segons   | Escala de valoració          | Escala de valoració | Escala de valoració | Escala de valoració        |
| ---------------------- | ---------------------------- | ------------------- | ------------------- | -------------------------- |
| Activitat              | Agrària                      | Pecuària            | Forestal            | Mixta                      |
| Cultiu principal       | Arrossars, cotó, cafetars... | Hortícoles          | Frutícoles          | Cereals                    |
| Ús pecuari             | Càrnic                       | Làctic              | Mixt                |                            |
| Ús forestal            | Paperer                      | Fuster              | Silvícola           | Silvoramader i mixtos      |
| Tendència de la terra  | Propietaris                  | Arrendataris        | Parcers             | Altres formes de propietat |
| Superfície de la finca | Latifundi                    | Propietat mitjana   | Minifundis          | Microfundis                |
| Temps                  | Transitoris                  | Semipermanents      | Permanents          |                            |
| Intensitat d'ús        | Intensiu                     | Semiintensiu        | Semiextensiu        | Extensiu                   |
| Sistema                | Convencional                 | Tradicional         | Ecològic            | Altres corrents            |
| Relacions econòmiques  | De subsistència              | Agroindústria       |                     |                            |
| Grups humans           | Indígenes                    | Afrodescendents     | Colons              | Agroindustrials            |

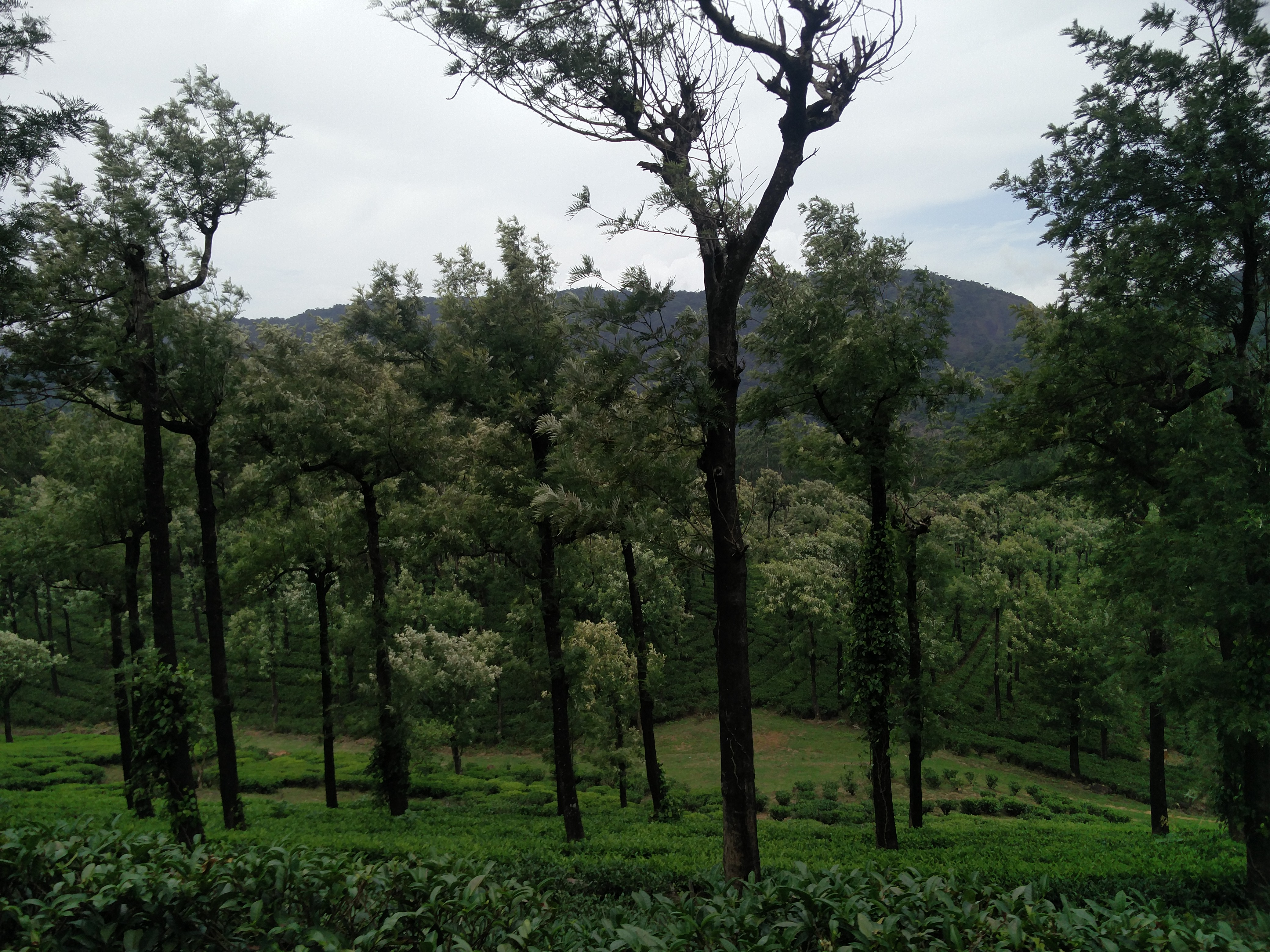
Camp de te i silvicultura.

Aquesta teoria considera els sistemes agrícoles com un subconjunt dels sistemes ecològics, la qual cosa no és totalment cert, si es consideren els factors socioculturals. Resulta evident, que els agroecosistemes comparteixen amb els ecosistemes els fonaments de les interaccions en i entre espècies, els antagonismes, l'al·lelopatia, les depredacions, els cicles de nutrients, les successions vegetals i animals, les adaptacions i els desequilibris i, en fi, les bases del funcionament ecològic de la natura. Però el sistema agrícola és part de sistemes molt més amplis, que podríem enunciar ací com a sistemes ambientals i l'estructura dels quals, composició i funció sobrepassa en molt als sistemes ecològics que s'enuncia.

## Anàlisi ecològica
Els productors primaris són les plantes conreades i les herbes adventícies. Els consumidors primaris estan constituïts per la ramaderia, les plagues i les malalties. Com a consumidors secundaris es troben depredadors i parasitoides que poden tindre un paper molt important en el control de plagues. Com en qualsevol ecosistema terrestre, la producció primària sol estar limitada per la disponibilitat d'aigua i de nutrients, però a diferència dels ecosistemes naturals, en els agroecosistemes es produeix una eixida important de matèria orgànica i elements minerals. Per a garantir la sostenibilitat del sistema cal reposar la matèria orgànica i els nutrients exportats d'aquest. En general les xarxes tròfiques dels agroecosistemes solen ser molt més simples que les dels sistemes naturals, cosa que pot ajudar a augmentar el rendiment de les produccions amb més valor econòmic, però que al mateix temps, pot suposar incrementar el risc d'aparició de plagues i malalties a conseqüència dels desequilibris ecosistèmics.

## Funció
La principal diferència dels agroecosistemes amb els ecosistemes (poc intervinguts), es basa en la seua dependència de la gestió humana per a assegurar el seu funcionament: producció, fertilitat, cicle de l'aigua, relacions entre animals i plantes, manteniment de la qualitat dels sòls, etc. Això els confereix característiques pròpies i originals: agrobiodiversitat, regulació cultural, infraestructures i paisatge agrari. Per tot això, el paper i importància dels éssers humans, tant com espècie biològica (consumidor), transvasament d'energia i materials, com en el seu vessant cultural, en l'estructura i funcionament dels agroecosistemes és consubstancial i ineludible.
Els agroecosistemes, són la factoria en la qual es genera i manté la biodiversitat induïda per l'acció de l'ésser humà (agrobiodiversitat). En la seua composició es compten les races de bestiar, les varietats de plantes cultivades, varietats i tipus de plantes existents en pasturatges i prats, així com els paisatges culturals associats als usos agraris.

## Importància
Els serveis essencials d'aprovisionament que depenen de l'agrobiodiversitat, més enllà de la importància de disposar d'aliments abundants i variats (seguretat de subministrament), inclouen el patrimoni genètic i la seguretat alimentària. Aquestes dues últimes funcions estan molt amenaçades pel desenvolupament de sistemes intensius (dependència de llavors i varietats comercials, organismes genèticament modificats (OGM) per exemple per a l'alimentació animal, l'ús desproporcionat d'agroquímics en sanitat vegetal o l'alimentació animal amb productes que podrien suposar un risc per a la salut humana.
El manteniment de la biodiversitat en un agroecosistema és necessari per a garantir la provisió contínua de béns i serveis com ara:
- L'evolució i millora dels cultius i la ramaderia mitjançant la millora, és a dir, la interacció entre el medi, els recursos genètics i les pràctiques de gestió que té lloc en els propis agroecosistemes assegura el manteniment i l'adaptació a les condicions canviants d'una biodiversitat agrícola dinàmica.
- El suport biològic a la producció, això és, el suport proporcionat pels organismes que constitueixen la diversitat biològica dels agroecosistemes. Per exemple, la fauna del sòl i els microorganismes, juntament amb les arrels de les plantes i dels arbres, asseguren els cicles nutritius, així com els depredadors, els organismes que controlen malalties i la resistència genètica de les plantes cultivades ajuden a contindre plagues i malalties, a més dels pol·linitzadors contribueixen a la fecundació dels cultius.
- Les funcions ecològiques més àmplies, en altres paraules, els processos ecològics valuosos que resulten de les interaccions entre espècies així com entre aquestes i el medi, com el manteniment de la fertilitat del sòl, la qualitat de l'aigua i la regulació del clima.

La biodiversitat és, efectivament, un important regulador de les funcions dels agroecosistemes, no sols en el sentit estrictament biològic del seu impacte sobre la producció sinó també en satisfer una sèrie de necessitats dels agricultors i la societat en general. La comprensió dels cicles de vida, les respostes ecològiques i les interaccions que es produeixen tant dins dels organismes que proporcionen serveis ecològics com entre aquests, permet als gestors dels agroecosistemes utilitzar i augmentar els serveis essencials proporcionats per la biodiversitat. Així aquests poden reduir les necessitats d'entrades externes, incrementar la productivitat i millorar la sostenibilitat de l'ecosistema.